# Nadieżda Kotlarowa
Nadieżda Kotlarowa (rus. Надежда Котлярова; ur. 12 czerwca 1989) – rosyjska lekkoatletka specjalizująca się w biegach sprinterskich.
Srebrna medalistka halowych mistrzostw Europy w sztafecie 4 × 400 metrów (2013). Stawała na podium mistrzostw Rosji.

## Osiągnięcia
| Rok  | Impreza                             | Miejsce   | Konkurencja             | Lokata     | Wynik   |
| ---- | ----------------------------------- | --------- | ----------------------- | ---------- | ------- |
| 2013 | Halowe mistrzostwa Europy           | Göteborg  | sztafeta 4 × 400 metrów | 2. miejsce | 3:28,18 |
| 2015 | Mistrzostwa świata                  | Pekin     | bieg na 400 metrów      | półfinał   | 51,86   |
| 2015 | Mistrzostwa świata                  | Pekin     | sztafeta 4 × 400 metrów | 4. miejsce | 3:24,84 |
| 2015 | Światowe wojskowe igrzyska sportowe | Mungyeong | bieg na 200 metrów      | 6. miejsce | 23,69w  |
| 2015 | Światowe wojskowe igrzyska sportowe | Mungyeong | sztafeta 4 × 100 metrów | 2. miejsce | 44,20   |
| 2015 | Światowe wojskowe igrzyska sportowe | Mungyeong | sztafeta 4 × 400 metrów | 1. miejsce | 3:28,75 |

## Rekordy życiowe
- bieg na 400 metrów (stadion) – 51,42 (2015)
- bieg na 400 metrów (hala) – 52,38 (2013)